# 凱迪拉克CTS-V
凱迪拉克CTS-V 是更高性能版的 CTS  ，為通用汽車於2004至2019年間製造的性能跑車，一共出了三代，同級競爭對手為寶馬M3/M5、賓士AMG E63 、奧迪S4/S6等性能車款，於2019年正式停產，後繼車由CT5-V Blackwing取代。

## 概述
2000年初，凱迪拉克在品牌重塑後，根據「藝術與科學」設計語言所創立了一個獨立的高性能部門 V series，將旗下車款透過部件的提升，變成高性能車款，並直接與寶馬M和賓士AMG等車廠競爭。而第一款V系車型就是CTS-V，也獲得相當好的銷售與成功，成為凱迪拉克日後性能車的基礎依循。

## 第一代 (2004-2007)

### 設計
在外觀上，CTS-V 為CTS的更高性能版本，因此在前後保險桿上都重新設計微調，進氣口也改採鍍鉻菱格交岔造型，輪圈也增加至18吋，以增加運動視覺感及助於空氣力學的流動。內裝部分，CTS-V換上了全新的儀錶板，儀錶環周圍都有鍍鉻環，且字體採用黑白相間，提供更高的辨識度。車錶底為300/小時。儀錶板內的時鐘也被模擬溫度讀數取代。
其他內飾改裝包括三輻方向盤、鍍鉻的換檔旋鈕、車門把手，中央扶手的高度也比普通版更低，使手排換檔更容易。

### 底盤
第一代CTS-V 與 CTS 皆使用相同的後輪驅動 GM Sigma 平台，並搭配了V8引擎，與一般的V6版本不同之處還有包含防傾桿的增大、避震與彈簧也都有進行更換，前輪碟盤為355毫米，後輪為365毫米，四隻Brembo卡鉗。

#### 動力
CTS-V 首先搭載的是雪佛蘭Corvette Z06的5.7升推桿OHV LS6 V8發動機，在6000rpm時可產生400匹（298 kW）的馬力，而在4800 rpm 時產生 395 磅.英呎（536牛頓米）的扭矩。與科爾維特中使用的 LS6 相比，CTS-V 的扭矩更是降低了 5 磅.英呎 (7 牛頓米)，2006年到2007年，換上了新型6.0升OHV LS2 引擎。雖然馬力一樣，但因排氣量更高，扭矩範圍則廣。變速箱則使用 Tremec T-56 六速手排變速箱，傳動比為3.73 : 1。

#### 性能
通用汽車稱，第一代CTS-V 的0-100加速時間為4.6秒。並在德國紐伯林北環賽道上以8分19秒的成績完成了單圈時間，同級競爭對手為賓士E55、寶馬M5、雷克薩斯GS-F 等。

## 第二代 (2009-2014)

### 概述
第二代CTS-V 是根據全新 GM Sigma II 後輪驅動平台打造。同樣為CTS的性能版，懸吊方面前輪為麥花臣，後輪為獨立多連桿。為了提高操控及舒適性，CTS-V採用了京西重工集團的MagneRide技術，將於避震器內部阻尼填充變磁流液體，能根據感測器讀數進行調整，感測器讀數每隔1毫秒。前輪配置為370.0毫米通風碟、六活塞Brembo卡鉗。後輪為365 毫米通風碟盤、四活塞卡鉗。轉向比為16.1：1。輪胎尺寸為 255/40Z/R19。2009年CTS-V被CAR and DRIVER 雜誌評為十大最佳車款中。

### 動力
二代 CTS-V 搭載著 6.2 升LSA V8引擎，與雪佛蘭Corvette C6 ZR1同顆。最大馬力高達556匹（415千瓦）和551磅⋅英尺（747牛頓米）的扭矩。並且使用頂置氣門式（OHV），這在高性能豪華轎車中是非常少見的。LSA發動機的缸徑與衝程尺寸為4.065英寸×3.622英寸（103.25毫米×92毫米）。缸體為鑄鋁319-T5合金，帶鑄鐵缸套。曲軸採用金屬粉狀連桿鍛鋼。活塞是高矽鋁合金，取代了LS9引擎中使用的鍛造鋁。壓縮比為 9.1 : 1。氣缸蓋則是基於Corvette的LS3缸蓋，由356-T6型鋁合金鑄造而成。排氣歧管為鑄鐵。增壓器是一個雙四葉螺桿壓縮機型裝置，排量為1.9 升（116立方英寸）。並配備伊頓的TVS雙渦輪，最大增壓為 9.0 psi（62.1 kPa）。進氣通過內建於增壓器單元內部的中冷器直接冷卻。
二代CTS-V 有手排與自排兩種選擇，手排是使用 Tremec TR-6060 六速，自排則是GM 6L90 六速變速箱，第二代CTS-V的官方0-100公里時間為3.9秒。

### 變體

#### 四門轎車
四門版CTS-V於2008年於密歇根州蘭辛市的通用汽車工廠開始生產。2009年車型年CTS-V的總產量約為3,500輛，而CTS-V的產量約為59,716輛。當年CTS-V的基本售價為59，995美元。其標配包括：真皮座椅、橫向加速度計、19吋鋁合金輪圈、米其林Pilot Sport PS2輪胎、內建40GB硬碟供音響使用、LED 換檔提醒燈號；選配則有消光輪圈、天窗、導航、14向可調節的Recaro座椅。

#### 雙門轎車
雙門版 CTS-V 在2010年底特律北美國際車展上首次亮相，動力配置與四門相同。CTS-V Coupe 具有獨特的雙中出排氣管，內裝多了紅色可選擇，標配19吋鋁圈。

#### 五門旅行車
2010年3月29日，五門版CTS-V車型在紐約國際車展現身，動力配置及其他規格皆與四門版相同。

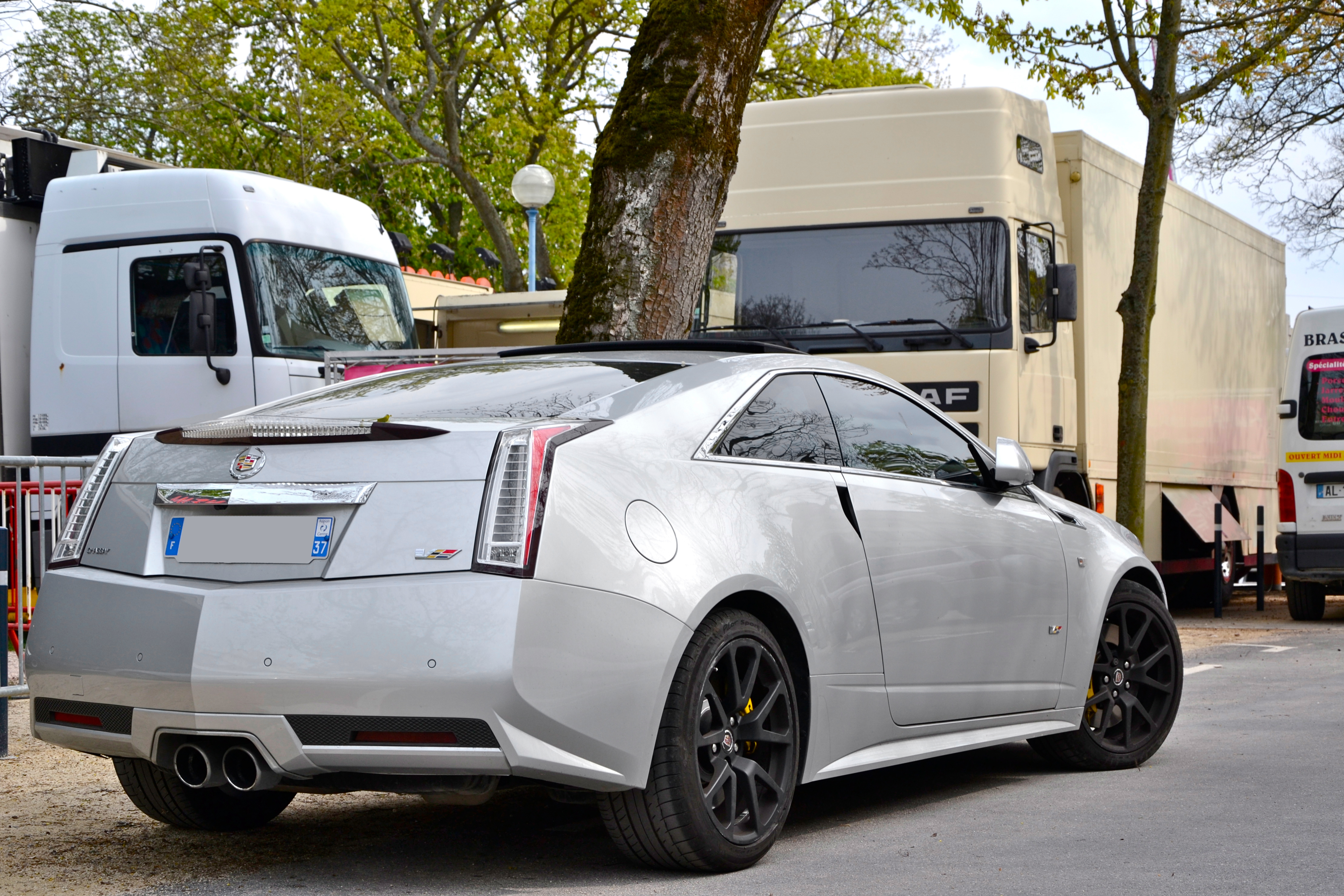
CTS-V雙門版
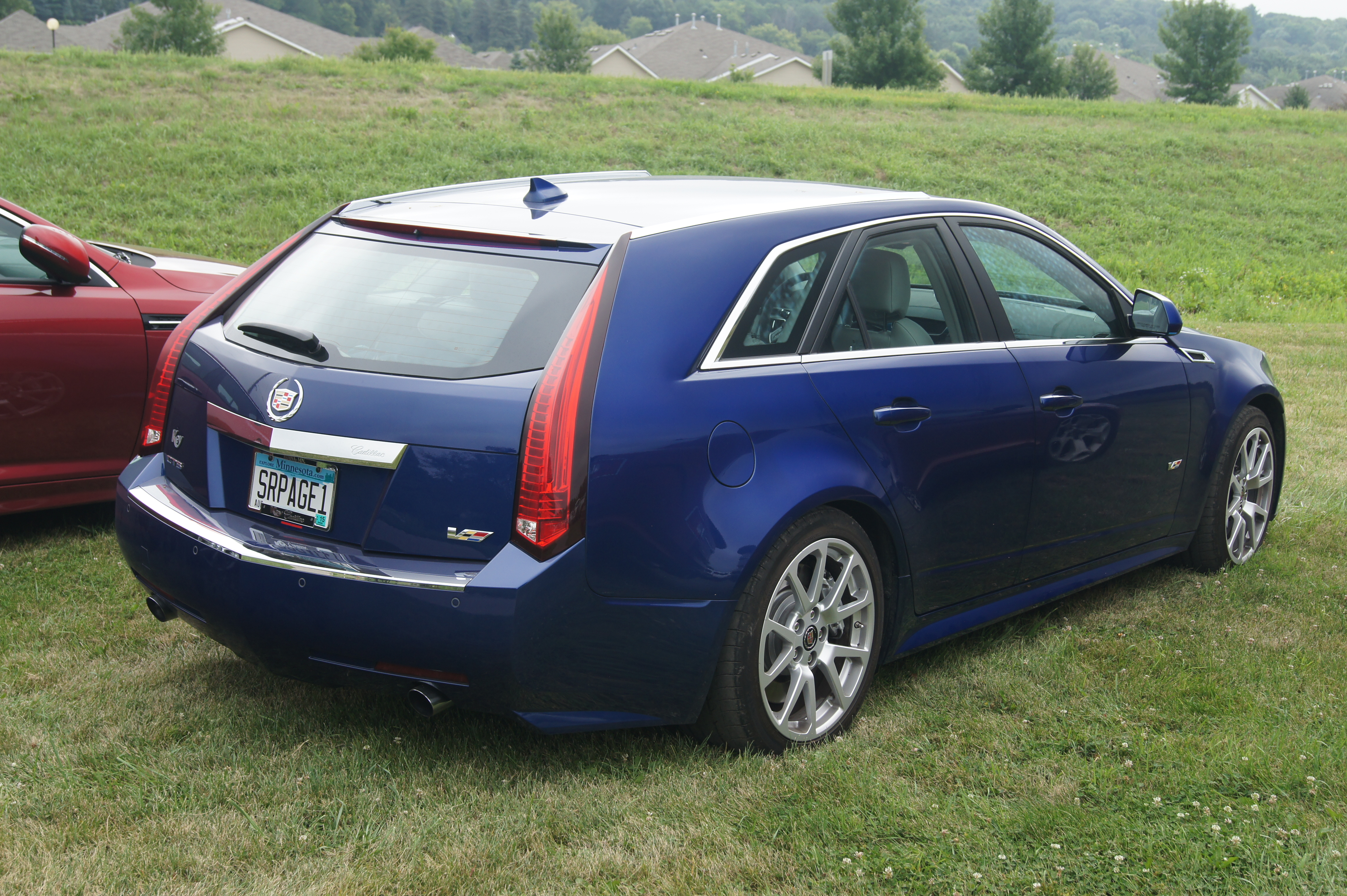
CTS-V旅行車版

### 性能
通用表示，CTS-V轎車的0-100加速時間為3.9秒，雙門版及旅行車版本為4.0秒。而四門版CTS-V在紐伯林北環賽道上刷出7：59.32的單圈紀錄，成為史上最速量產四門轎車，直到2009年7月才被保時捷Panamera Turbo 以7：56的紀錄超越。

## 第三代(2016-2019)
2013年凱迪拉克發表第三代CTS，於2014年上市，當時提供了3.6升雙渦輪V6引擎供 V-Sport 版本使用，但並非實際的V系列，2016年凱迪拉克才正式推出第三代 CTS-V。

第三代CTS-V 搭載了與雪佛蘭Corvette Z06同顆 6.2升 LT4 V8機械增壓引擎，在6400轉時輸出最高馬力640匹（477 kW），扭距則在3600轉時630 磅.呎（854 牛頓米），在當時有四門Corvette的稱號，極速可達322公里/小時。重4,145磅（1,880毫克）。並配備了8速自動變速箱，0-100加速只需3.5秒。
CTS 以及 CTS-V 在2019年後正式停產，由新型號CT5及CT5-V取代。

## 賽車
凱迪拉克除了推出一般市售性能車款外，還有參加許多國內外賽事，並且針對不同賽事打造相關規格車款。
- 凱迪拉克 SCCA CTS-V : 為2004-2007年北美SCCA挑戰賽賽車。搭載5.7升V8、自然進氣、500匹馬力、六速手排
- 凱迪拉克CTS-V Coupe race car : 為2011年北美SCCA挑戰賽賽車。搭載 6.2升V8、機械增壓、556 匹馬力、六速手排[17]

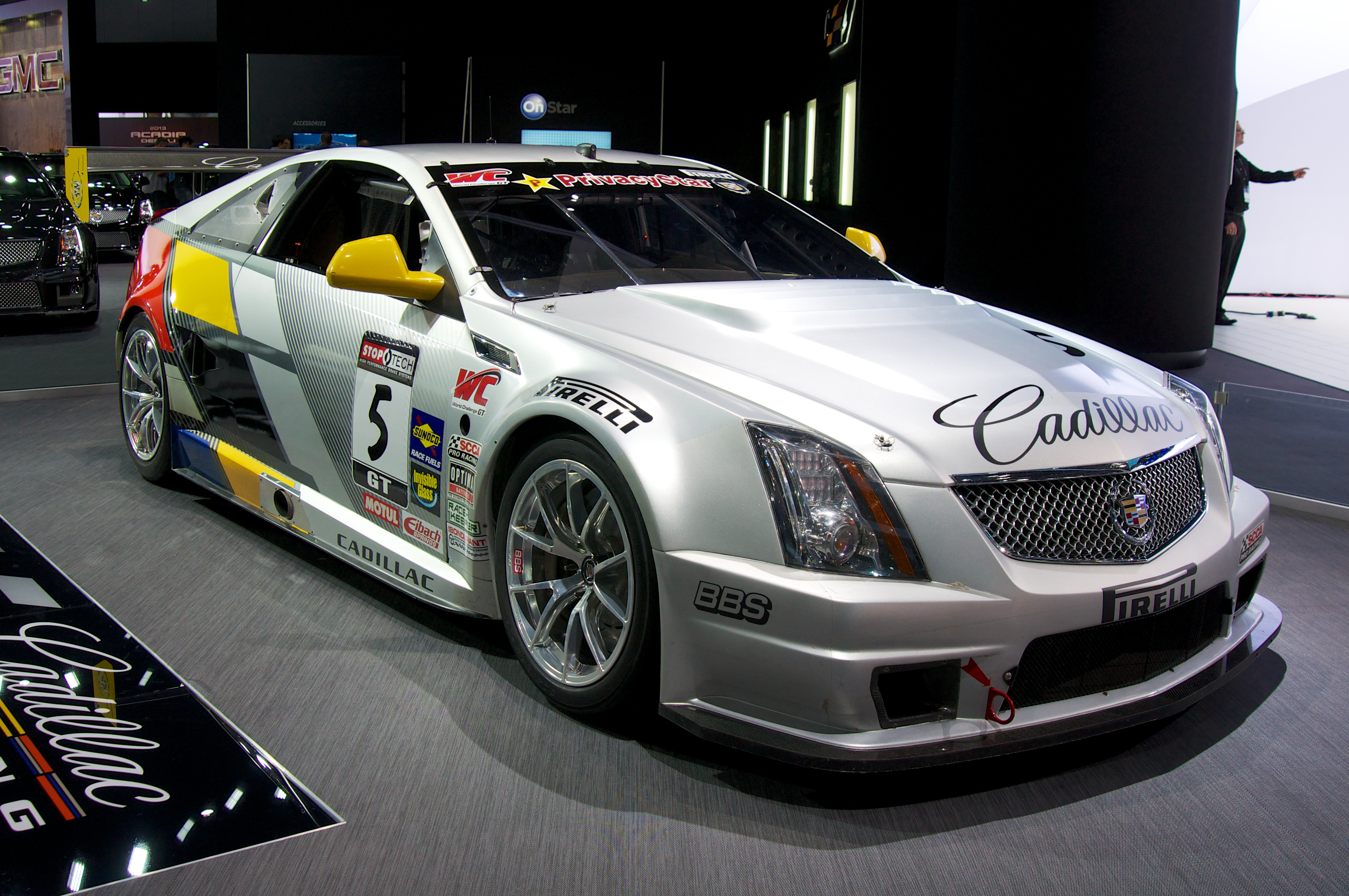
Cadillac CTS-V race car
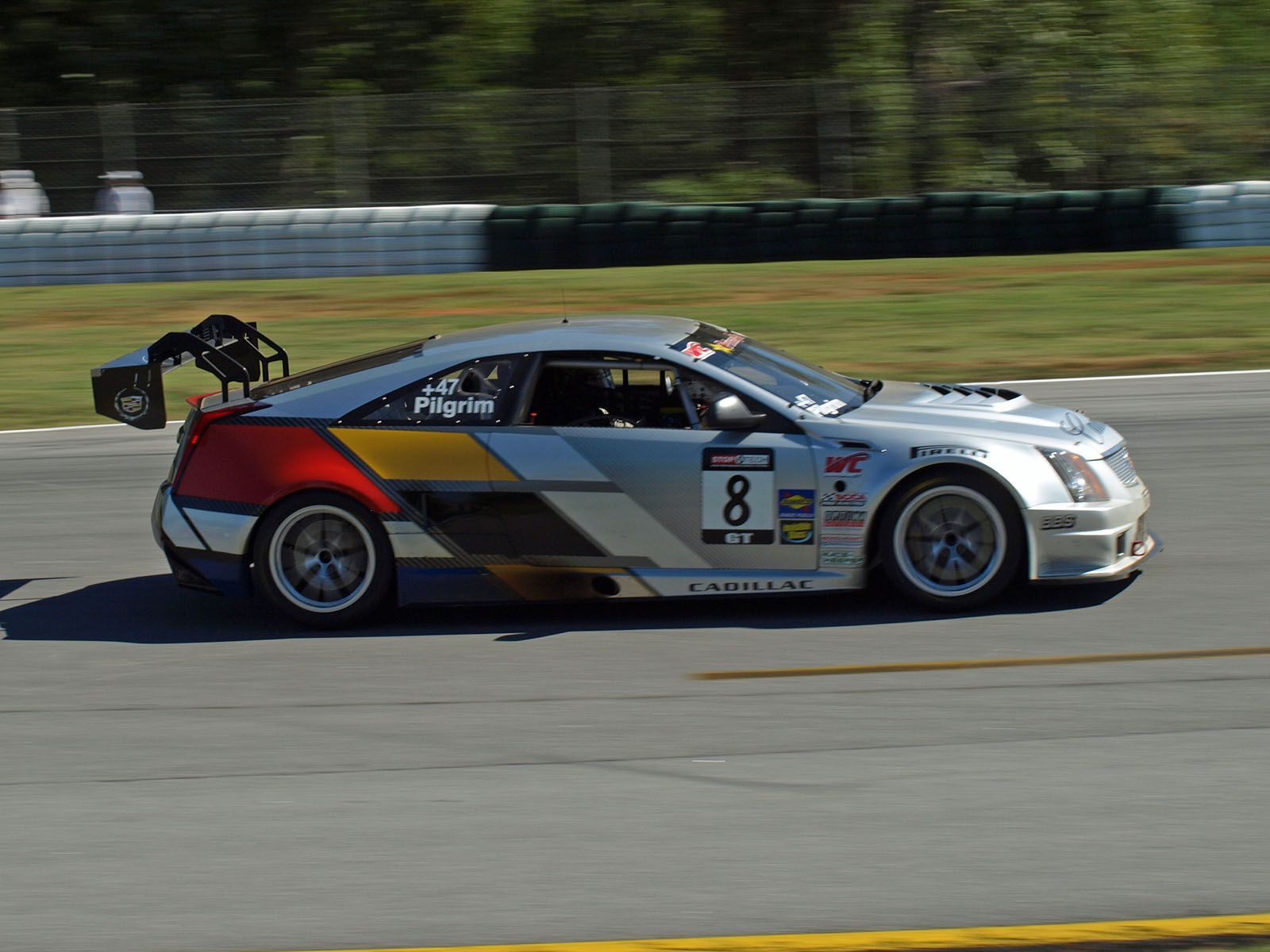
Cadillac CTS-V race car
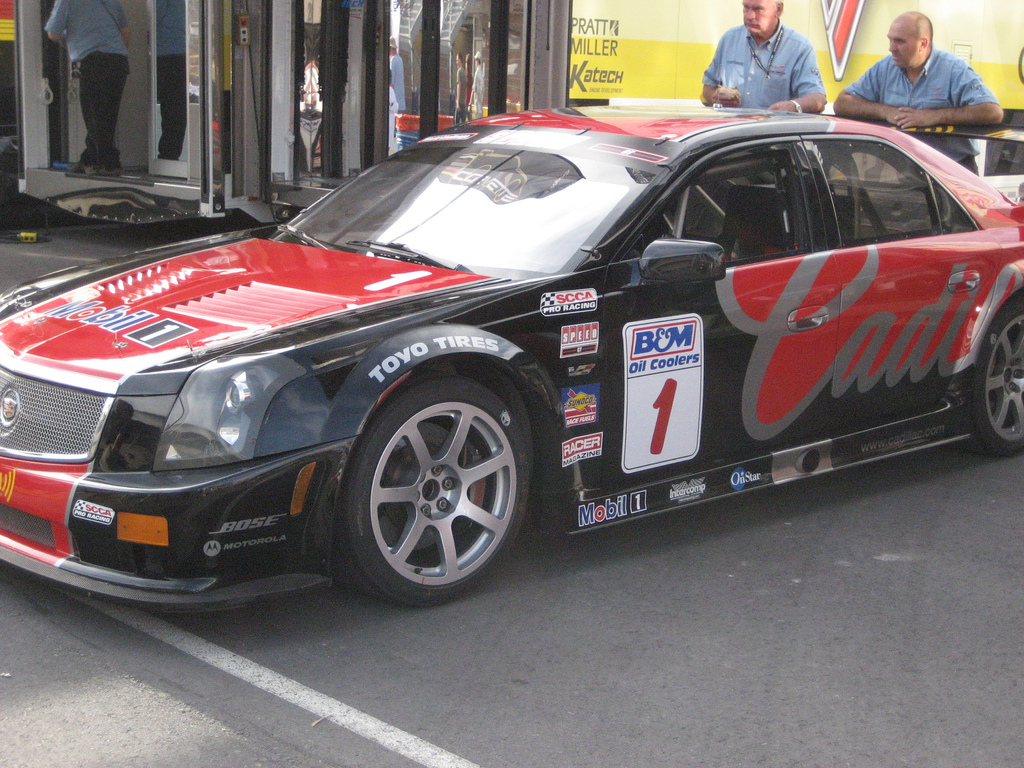
CTS-V SWC

## 銷量
CTS-V 銷售數量
| 一代CTS-V 年分 | 美國總銷售數字 |
| -------------- | -------------- |
| 2004           | 2461           |
| 2005           | 3508           |
| 2006           | 3052           |
| 2007           | 1176           |
| 共計           | 10197          |

| 二代CTS-V 年分 | 四門 | 雙門 | 旅行車 | 共計  |
| -------------- | ---- | ---- | ------ | ----- |
| 2009           | 3035 | n/a  | n/a    | 3035  |
| 2010           | 1745 | 1    | n/a    | 1746  |
| 2011           | 1000 | 3224 | 395    | 4619  |
| 2012           | 2012 | 2286 | 575    | 4873  |
| 2013           | 1133 | 1519 | 416    | 3068  |
| 2014           | 362  | 998  | 753    | 2113  |
| 共計           | 9287 | 8028 | 2139   | 19454 |

| 三代CTS-V 年分 | 四門 |
| -------------- | ---- |
| 2016           | 1887 |
| 2017           | 1519 |
| 2018           | 1297 |
| 共計           | 4703 |

## 相關文獻
1. ↑  .   [June 8, 2013]. （原始内容存档于June 24, 2013）.
2. ↑  Newbury, Stephen. . Merrell Publishers Limited. 2002. ISBN 1-85894-190-3.
3. ↑  . Supercars.net. 2016-03-25  [2022-04-17] （美国英语）.
4. ↑  . Car And Driver. March 23, 2008  [May 10, 2009]. （原始内容存档于2009-07-01）.
5. ↑  Gall, Jared. . Car and Driver.   [October 14, 2008]. （原始内容存档于2009-06-25）.
6. ↑  Neff, John. . autoblog.com. June 9, 2008  [October 14, 2008]. （原始内容存档于2020-10-31）.
7. ↑  . gm.com. October 17, 2008  [December 24, 2009]. （原始内容存档于2016-01-14）.
8. ↑  . Media.gm.com. December 22, 2009  [October 30, 2011]. （原始内容存档于2016-03-04）.
9. ↑  . Media.gm.com. January 5, 2010  [April 5, 2010]. （原始内容存档于2016-03-07）.
10. ↑   (新闻稿). New York: General Motors. March 29, 2010  [December 8, 2013]. （原始内容存档于2019-12-25）.
11. ↑  . Wot.motortrend.com. July 13, 2009  [April 5, 2010]. （原始内容存档于2010-08-30）.
12. ↑  Zenlea, David. . Automobile. Source Interlink Media. March 26, 2013  [December 7, 2013]. （原始内容存档于December 10, 2013）. The 2014 CTS rides on a stretched version of the Alpha platform that underpins the ATS. Compared with the current car's platform, which dates back to the first CTS, the Alpha architecture employs more lightweight materials and features much daintier components – thinner control arms, smaller fasteners.
13. ↑  Zenlea, David. . Automobile. Source Interlink Media. March 26, 2013  [December 7, 2013]. （原始内容存档于December 8, 2013）. The 2014 CTS rides on a stretched version of the Alpha platform that underpins the ATS. Compared with the current car's platform, which dates back to the first CTS, the Alpha architecture employs more lightweight materials and features much daintier components – thinner control arms, smaller fasteners.
14. ↑  .   [2022-04-17]. （原始内容存档于2021-05-09）.
15. ↑  Perkins, Chris. . Road & Track. September 19, 2018  [November 10, 2018]. （原始内容存档于2022-04-17）.
16. ↑  . GM Authority.   [2022-04-17]. （原始内容存档于2021-06-20）.
17. ↑  . Asphalt Wiki.   [2022-04-17]. （原始内容存档于2021-10-27） （英语）.
18. ↑  . Cadillac forums : Cadillac Owners Forum.   [2022-04-17]. （原始内容存档于2016-03-04）.
19. 1 2  Cadillac V-Net. . cadillacvnet.com.   [2022-04-17]. （原始内容存档于2020-05-02）.